# Komet Daniel
Komet Daniel (uradna oznaka je 33P/Daniel) je periodični komet z obhodno dobo okoli 8,1 let. Pripada Jupitrovi družini kometov.

## Odkritje
Komet je odkril 7. decembra 1909 Zaccheus Daniel na Observatoriju Halsted pri Univerzi Princeton (New Jersey, ZDA). Po odkritju so ga opazovali še v letih 1916 in 1923. Predvidevali so, da se bo pojavil še v letu 1930, vendar ga niso opazili. V letu 1937 ga je opazil Šin-iči Šimizu 31. januarja. Pred tem je Hidevo Hirose določil njegovo tirnico z upoštevanjem izračunov za kometovo vrnitev v letu 1923, ki jih je opravil Alexander D. Dubiago z upoštevanjem težnostnih vplivov Jupitra.

## Lastnosti
Ponavljajoče se približevanje Jupitru je zelo povečalo kometovo obhodno dobo. Verjetno se bo povečala na 8,29 let po 2. decembru 2018, ki se bo komet zelo približal Jupitru.
Ob odkritju je imel komet magnitudo 9.
Premer jedra kometa je 2,6 km